# Guidotto da Bologna
Guidotto da Bologna (... – XIII secolo) è stato uno scrittore e retore italiano.

## Biografia
Di Guidotto non si possiedono notizie biografiche sicure. Si ipotizza che fosse un frate domenicano e che insegnasse a Bologna. Insegnò retorica nello Studio di Siena tra il 1278 e il 1282.
Scrisse un trattato intitolato "Fiore di rettorica" che, nella versione originale del codice Marciano X 21, riporta una dedica a "Manfredi Lancia re di Cicilia".
L'opera è un volgarizzamento di uno dei testi fondamentali della retorica latina, la Rhetorica ad Herennium, testo che per errore il Medioevo attribuiva a Cicerone.
Del Fiore ci sono pervenute altre tre edizioni senza dedica: una attribuita a Bono Giamboni le altre due ad autori anonimi.

## Opere
- Fiore di rettorica, a c. di B. Gamba, Alvisopoli, Venezia, 1821
- Fiore di rettorica, redazione toscana attribuita a Bono Giamboni, a cura di D. M. Manni, Firenze, 1735
- A. Gazzani, Frate G. da B. Studio storico-critico con testo di lingua inedito del sec. XIII, Bologna, 1885
- F. Tocco, Il Fior di rettorica e le sue principali redazioni secondo i codici fiorentini, in "Giornale storico della letteratura italiana", XIV (1889)
- La prosa del Duecento, scelta antologica a cura di C. Segre e M. Marti, Ricciardi, Milano-Napoli, 1959, pp. 105-30.